# Arthur Brooke
Arthur Brooke (eller Arthur Broke) (død c.1563) var en engelsk poet. Det eneste værk som er kendt fra hans hånd er The Tragicall History of Romeus and Juliet (1562), som regnes som William Shakespeares hovedinspirationskilde til stykket Romeo og Julie. Selv om Brookes digt udgiver sig for at være en oversættelse fra italiensk efter en fortælling af Matteo Bandello, er det i realiteten en friere genfortælling. 
En prosaversion af Romeo and Juliet blev i 1567 udgivet i samlingen The Palace of Pleasure, redigeret af statstjenestemanden William Painter. Painter udgav to bind med lignende genfortællinger af italienske noveller under samme titel, én i 1566 og én i 1567. Painters version regnes sædvanligvis som svagere end Brookes.
Man ved lidet andet om Arthur Brookes liv end at han omkom ved et forlis under en rejse til Newhaven, East Sussex i 1563 eller tidligere. Nogen år senere, i 1567, udgav den engelske poet og adelsmand George Turberville en samling digte kaldt Epitaphs, Epigrams, Songs and Sonnets. Her findes blandt andet An Epitaph on the Death of Master Arthur Brooke Drownde in Passing to New Haven.